# Ramularia epilobii-palustris
Ramularia epilobii-palustris är en svampart som beskrevs av Allesch. 1893. Ramularia epilobii-palustris ingår i släktet Ramularia och familjen Mycosphaerellaceae.   Inga underarter finns listade i Catalogue of Life.